# Перший український батальйон військових капеланів
«Перший український батальйон військових капеланів» — українська міжконфесійна громадська організація, яка об'єднує протестантських та православних священнослужителів, світських психологів та інших спеціалістів  для екуменічного душпастирського служіння та надання моральної та іншої соціальної допомоги українським військовим та ветеранам війни.

## Історія
Свою гуманітарну діяльність спільнота розпочала в липні 2014 року з виїзду до зони АТО в  м. Щастя Луганської області. Відразу назва була «Батальйон військових капеланів», а вже у грудні 2014 року відбулася реєстрація ГО з назвою «Перший український батальйон військових капеланів». Організацію зареєстровано в м. Біла Церква Київської області, також є окремі підрозділи в м. Бердянськ Запорізької області та в м. Першотравенськ Дніпропетровської області. До складу об'єднання входять священики із протестантських та православних церков, психологи, парамедики, волонтери. Основна діяльність капеланів полягає в душпастирській й морально-психологічній підтримці військовослужбовців ЗСУ, прикордонників, національної гвардії та добровольчих батальйонів. Паралельно ведеться опіка в госпіталях і додаткове піклування овдовілих дружин військовослужбовців, які загинули захищаючи Україну.

## Ключові особи
Ключові особи громадської організації «Перший український батальйон військових капеланів» — з 16.06.2015 року керівник Бусько Руслан Іванович, а також засновники Сатенко Олексій Сергійович, Бусько Руслан Іванович, Шулік Ігор Васильович, Сорокіна Еліна Юліївна, Хоменко Олег Васильович.